# 霍洛瓦尼夫斯克区
霍洛瓦尼夫斯克區（烏克蘭語：Голованівський район）是烏克蘭基洛夫格勒州西端的區，與切爾卡瑟州、文尼察州、敖德薩州以及米科萊夫州接壤，行政中心設於霍洛瓦尼夫斯克，面積为4,244.3平方公里，人口数量为121,150人（2021年估计）。

## 历史
原霍洛瓦尼夫斯克区的面积为992平方公里，2020年人口29,452人。
2020年7月18日烏克蘭實施行政區劃改革，基洛夫格勒州21個區和4個州轄市整併為4個區，霍洛瓦尼夫斯克区的面积显著增加。原布拉霍維申斯凱區、海沃龍區、新阿爾漢格爾斯克區和維利尚卡區合并至霍洛瓦尼夫斯克区。

## 行政区划
霍洛瓦尼夫斯克区下分为10个市镇，以下依市鎮人口由多到少排列：
- 海沃龍市鎮（烏克蘭語：Гайворонська міська громада）
- 布拉霍維申斯凱市鎮（烏克蘭語：Благовіщенська міська громада）

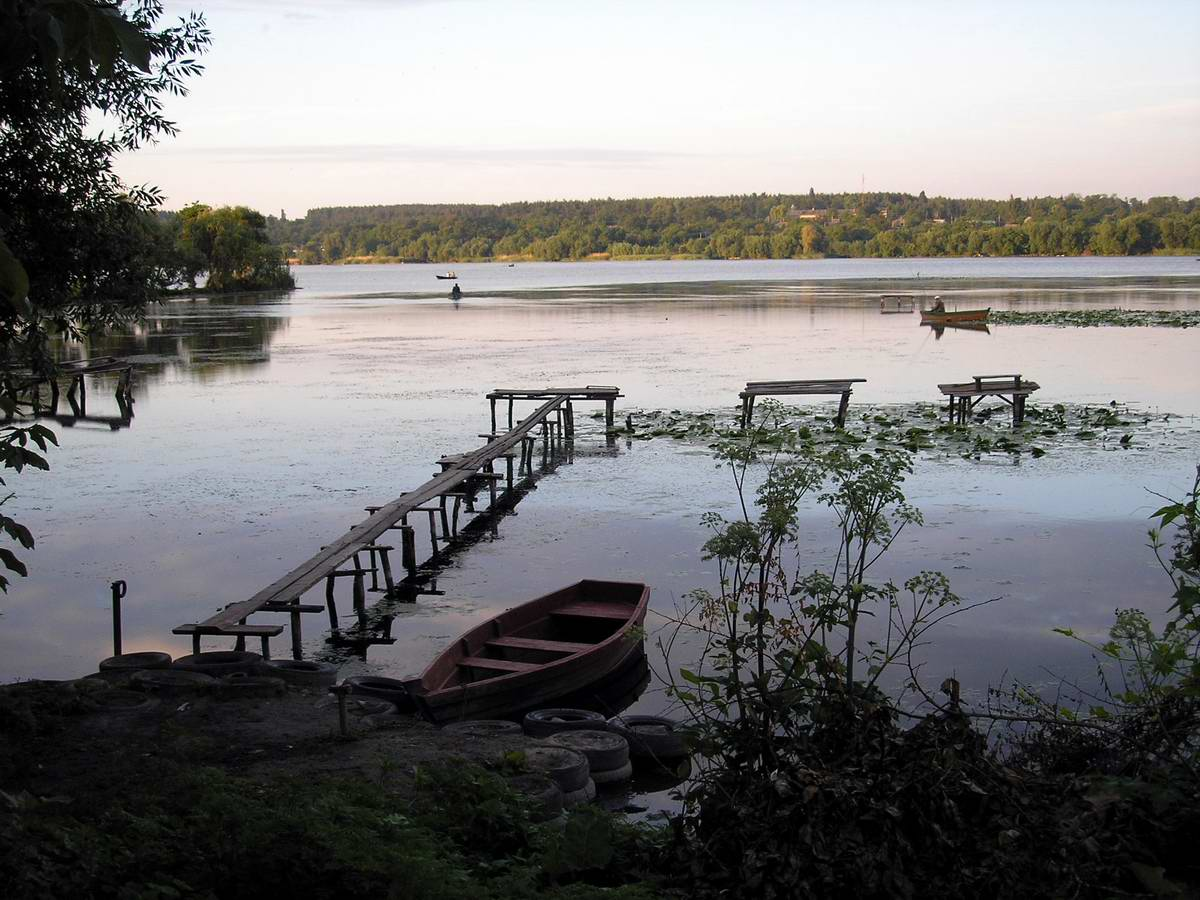
海沃龍
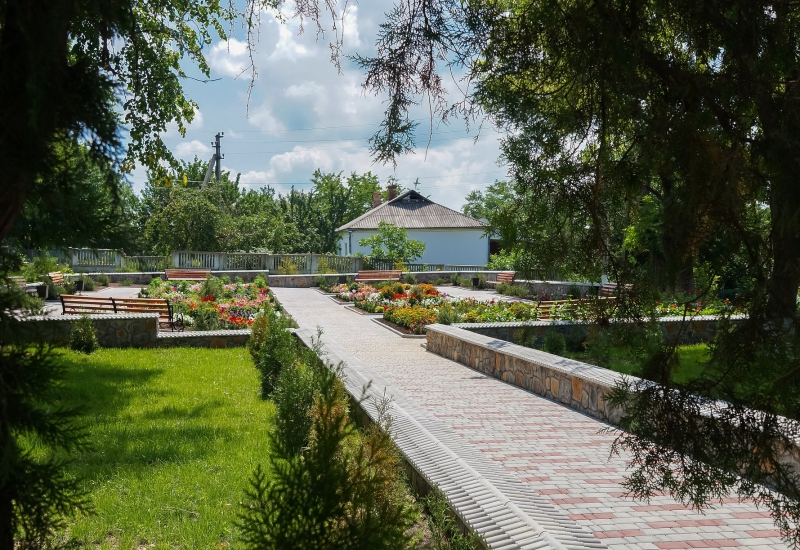
霍洛瓦尼夫斯克市鎮（烏克蘭語：Голованівська селищна громада）
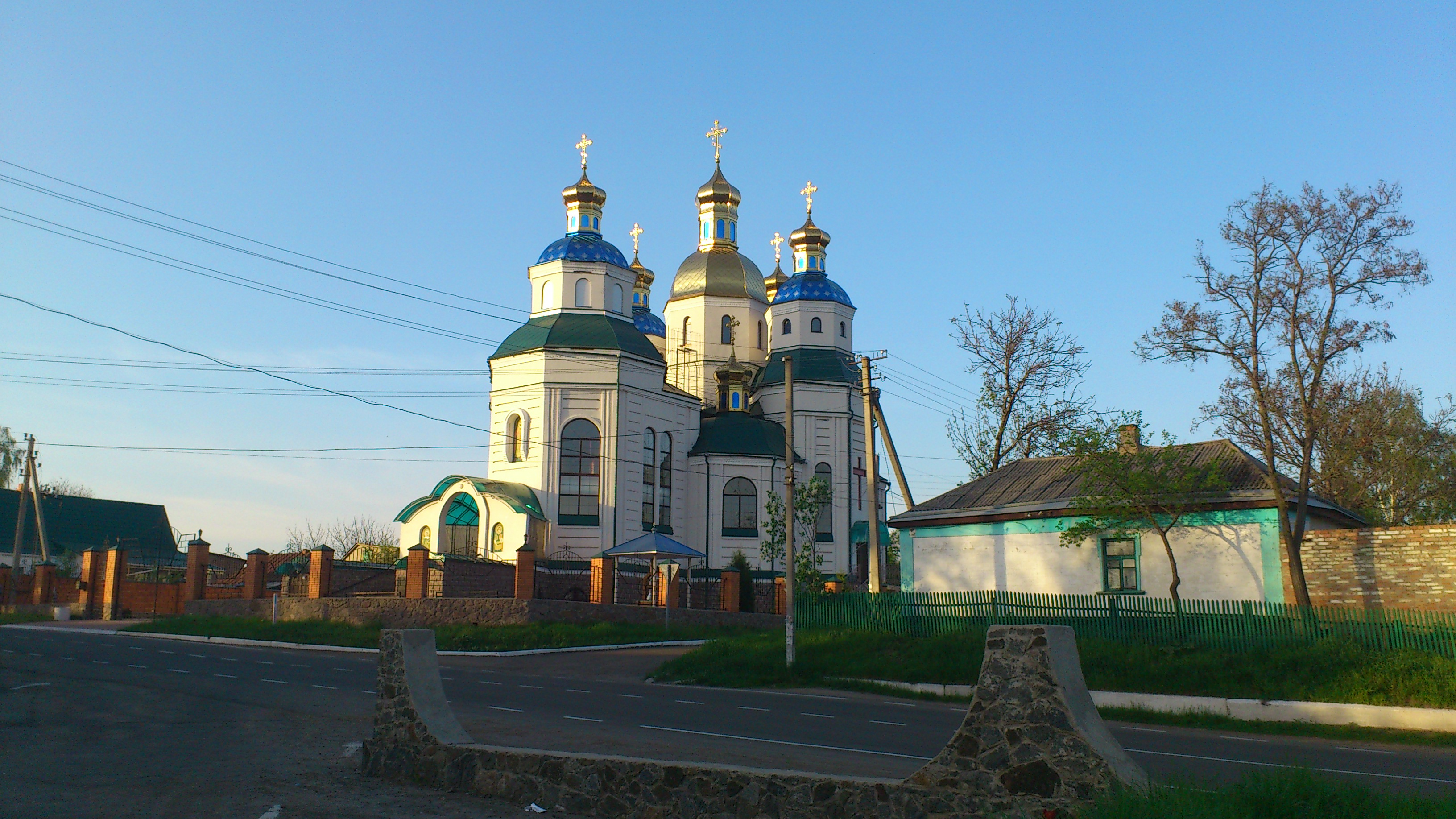
新阿爾漢格爾斯克市鎮（烏克蘭語：Новоархангельська селищна громада）
- 維利尚卡市鎮（烏克蘭語：Вільшанська селищна громада (Кіровоградська область)）
- 扎瓦利亞市鎮（烏克蘭語：Заваллівська селищна громада）
- 波布济凯市鎮（烏克蘭語：Побузька селищна громада）
- 皮德維索凱（烏克蘭語：Підвисоке (Голованівський район)）市鎮（烏克蘭語：Підвисоцька сільська громада）
- 佩雷霍尼夫卡市鎮（烏克蘭語：Перегонівська сільська громада）
- 納德拉克（烏克蘭語：Надлак）市鎮（烏克蘭語：Надлацька сільська громада）

- 海沃龍
- 霍洛瓦尼夫斯克
- 新阿爾漢格爾斯克